# 臼井城の戦い
臼井城の戦い（うすいじょうのたたかい）は、戦国時代の永禄9年（1566年）に北条氏与力の千葉氏・原氏と上杉氏の間で起きた戦闘。
房総を支配しようとした後北条氏と上杉氏の関東争覇から起こったもので、これがために関東の所々で衝突が起こるが臼井城の戦いもその一つである。

## 概要
永禄9年（1566年）の正月末に、越後国の戦国大名・上杉謙信（当時は輝虎）は、下野国佐野に向けて軍を進めたのち、常陸国へ出兵。先の上杉軍が攻略していた小田城を奪取した小田氏治を攻め、2月16日にこれを開城させると城内の人々の売買の許可を出す。2月中に下総国西北部へ侵入し、関越軍による乱暴狼藉の禁止の制札を松戸市の本土寺に出した。3月には船橋大神宮にも同様の制札を発給した。船橋は江戸湾の重要な湊で、物資の集積地として繁栄しており、船橋を掌握して、兵糧等の物資を調達して軍事行動を展開しようとしていた。
そして3月20日、北条氏に与する千葉胤富の家臣・原胤貞の治める下総臼井城へ進攻、上杉勢が有利に戦闘を進め、実城の際まで迫ったが、胤貞より指揮を託された軍師・白井入道浄三の知謀や、この戦いでの活躍を赤鬼と畏怖されるようになる北条軍・松田康郷の武勇によって、情勢が変化（『北条記（相州兵乱記）』、『関八州古戦録』）。3月23日には上杉勢は数千人の死傷者を出したうえ（『戦国遺文』）、上杉方の里見氏･酒井氏の陣ががら空きとなってしまい、23日の晩に上杉勢がそこに移った(このことから攻撃方の主力は上杉勢や北関東の諸将ではなく、里見氏・酒井氏の軍勢であったことが判明する)。24日には上杉勢の敗北が決定的となった。撃退された要因は籠城方の健闘にあったといえる。上杉勢は4月半ばに退去した。
室町幕府足利将軍家の後継者である足利義昭の3月10日附の書状を義昭の使者が臼井まで持参して、北条氏と和睦して幕府再興のために上洛するように要請したことが、上杉軍の退却に繋がったのではないかと指摘されている。
この臼井城での敗北により、上杉謙信から常陸・上野・下野の諸将が離れていくこととなり、関東平定が困難な状況に陥った。このことが、北条氏からの越相同盟の申し入れを受け入れる原因のひとつになったといわれる。また謙信が退陣したことにより､この時以降､北条氏がその滅亡まで千葉氏を支配下に置き得たというところからも意義深いものがある。

## 敗軍の損害について
北条方の史料によれば、上杉軍の撤退が始まると、北条氏政は武田信玄に「敵数千人手負死人出来」（『諸州古文書』）と伝え、足利義氏は臣下の豊前山城守に「去廿三日大責致し、五千余手負い死人出来せしめ、廿五敗北の段、孚以って肝要御満足に候」（『豊前氏古文書抄』）と書き送った。しかし、この死傷者数には誇張があり、上杉方の記録である「房州人数三百余人打ち死に」（『海上年代記』）が実態に近いとする論考があるが、なぜこの数値を誇張と判断したか、上杉方の記録を正しいとみたか、その論拠に関しての言及はない。『諸州古文書』と『豊前氏古文書抄』の記録は「手負死人、（死者と負傷者込み）」であり、『海上年代記』は「討ち死に」に限っているという違いもある。

## 臼井城の戦いを扱った作品
- 伊東潤「幻の軍師」（新潮社『城を一つ』所収、2017）
- 簑輪諒『最低の軍師』（祥伝社文庫、2017）